# Old West Church (Massachusetts)
Die Old West Church ist ein historisches Kirchengebäude im Bostoner West End im Bundesstaat Massachusetts der Vereinigten Staaten. Sie steht an der Adresse 131 Cambridge Street und wurde 1806 nach Entwürfen des Architekten Asher Benjamin errichtet. Die Parole „no taxation without representation“ wurde in dieser Kirche zum ersten Mal skandiert. Das Bauwerk wurde am 30. Dezember 1970 als National Historic Landmark in das National Register of Historic Places eingetragen. Zudem ist die Kirche seit 1966 Contributing Property des Beacon Hill Historic District.

## Vorgeschichte
Die erste Kirche wurde an dieser Stelle bereits im Jahr 1737 erbaut und bestand zunächst aus Holz. Sie wurde durch britische Truppen während ihrer Belagerung der Stadt kurz vor der Amerikanischen Revolution als Kaserne genutzt. Das Gebäude wurde niedergerissen, als die Briten den Verdacht hatten, dass amerikanische Kolonisten von ihrem Turm aus Signale nach Cambridge sandten.

## Geschichte
Die in der Kirche gehaltenen Predigten spielten in der US-amerikanischen Geschichte eine wesentliche Rolle. So prägte Jonathan Mayhew, der zweite kongregationalistische Pastor der Kirche, den Ausdruck „no taxation without representation“ im Rahmen einer Predigt, die aus theologischer Sicht als radikal angesehen wurde. Sie wird von einigen unitarischen Theologen als Vorläufer der Rede von William Ellery Channing angesehen, in der er seine antitrinitarischen Ansichten darstellte. Im frühen 19. Jahrhundert waren bereits neun der ursprünglich 13 orthodoxen kongregationalistischen Kirchen in Boston zum Unitarismus konvertiert.
Die Old West Church gehörte lange Jahre zur kongregationalistischen Kirche und war von 1894 bis 1896 eine Zweigstelle der Boston Public Library. Seit 1964 ist das Gebäude im Besitz der methodistischen Kirche.

## Architektur
Die Kirche hat ähnlich dem von Asher Benjamin 1804 entworfenen Charles Street Meeting House einen von einer Kuppel gekrönten 3½-stöckigen Eingangsturm. Vier flache Pilaster aus Backstein, jeweils zwei Stockwerke hoch und mit weißem Holz umrahmt, trennen die drei Eingangstüren voneinander, über denen je ein Fenster angeordnet ist. Die dritte Etage des Turmes ist mit Pilastern in dorischer Ordnung verziert. Auf der abschließenden halbhohen Etage unterhalb der Kuppel sind auf jeder Seite des Turmes jeweils mit einem modellierten Vorhang verzierte Uhren angebracht. In der rückwärtigen Wand wurde das ursprüngliche zentrale Fenster zur Kanzel zugemauert.